# ایدا وانگ
ایدا وانگ (به انگلیسی: Ada Wong) و (به ژاپنی: エイダ・ウォン Eida Won) یک شخصیت ساختگی در مجموعه بازی‌های ویدئویی رزیدنت ایول است. او در جریان داستان‌های این بازی، به عنوان یک جاسوس، عضوی از تشکیلاتی مخفی موسوم به «سازمان» است. تشکیلاتی که به عنوان رقیب شرکت آمبرلا فعالیت می‌کند. این شرکت نیز همانند آمبرلا، در پی هدف‌هایی چون تولید سلاح‌های بیولوژیکی بود و ایدا وانگ، به عنوان یک شخصیت خاکستری، جاسوسی مورد اعتماد و کاردان برای این تشکیلات مخفی است.
ایدا وانگ در بازی‌هایی چون رزیدنت ایول ۲، رزیدنت ایول ۴، رزیدنت ایول: تاریخچه آمبرلا، رزیدنت ایول: تاریخچه تاریکی، رزیدنت ایول ۶، رزیدنت ایول: مأموریت شهر راکون، رزیدنت ایول: مزدوران سه‌بعدی، و نسخه‌های بازسازی شدهٔ رزیدنت ایول ۲ (۲۰۱۹) و رزیدنت اویل ۴ (۲۰۲۳) حضور فیزیکی داشته است. شخصیت او نخستین بار توسط نوبورو سوگیمورا مطرح و توسط ایسائو اوهیشی در بازی رزیدنت ایول ۲ طراحی شد. صداگذاری این شخصیت را در سه بازی رزیدنت ایول ۲، رزیدنت ایول ۴ و رزیدنت ایول: تاریخچه تاریکی، سالی کاهیل انجام داد. در بازی رزیدنت اویل ۲ ریمیک صداگذاری توسط ویکی پساراکیس و در رزیدنت اویل ۴ ریمیک توسط لیلی گائو انجام شده است.
ایدا وانگ در سری رزیدنت ایول، یک شخصیت خاکستری، و به جاسوس قرمزپوش معروف است. او در سال ۱۹۷۴ از پدر و مادری چینی-امریکایی متولد شد و به دلایلی نامشخص (دلایل شخصی) به عضویت سازمان مخفی درآمد و برای آلبرت وسکر و با اهدافی مرموز کار می‌کرد.

## معرفی و زندگینامه

### رزیدنت ایول ۱
از شخصیت ایدا وانگ در یک پرونده در بازی رزیدنت ایول نام برده شده است. ایدا درحقیقت از طرف سازمان مخفی مأموریت یافت تا وارد آزمایشگاه زیرزمینی آمبرلا در شهر راکون شده تا اطلاعات سری آنجا را برای سازمان مخفی جمع‌آوری کند. برای این منظور، او با ریختن یک طرح دوستی با سر محقق آن آزمایشگاه، یعنی جان، این هدف را برای سازمان مخفی عملی سازد. او در این کار موفق بود و جان به او علاقه‌مند شد، به نوعی که رمزعبور رایانه شخصی خود را، که دارای اطلاعات محرمانه مهمی بود، به نام ایدا، نام‌گذاری کند. جان، در جریان طغیان ویروس تی در کوهستان آرکلی، کشته شد. او نامه‌ای برای ایدا نوشت که هرگز توسط او خوانده نشد، زیرا ایدا در آن زمان در شهر راکون حضور نداشت.

### رزیدنت ایول ۲
مأموریت ایدا وانگ در داستان این بازی، پیدا کردن نمونه ویروس جی بود که توسط ویلیام برکین کشف شده بود. او این بار نیز از طرف سازمان مخفی این مأموریت را بر عهده داشت. اما در این مأموریت، ایدا از همراهی دورادور آلبرت وسکر نیز بهره می‌برد. وسکر پس از مرگ نمایشی در بازی رزیدنت ایول ۱، از آمبرلا جدا شد و به سازمان مخفی پیوست. از دیدگاه سازمان، وسکر بهترین راهنما برای ایدا در این مأموریت بود. ایدا وانگ پس از ورود به شهر، با طغیان شهر راکون مواجه شد. ویروس تی در جریان یک اشتباه وحشتناک، در شهر راکون شیوع یافته و شهروندان را به زامبی‌هایی خون‌آشام مبدل کرده بود.
ایدا درچنین شرایطی باید ویروس جی را به دست می‌آورد. او درجریان این تلاش با لیان اسکات کندی مواجه شد. لیان یک پلیس تازه‌کار بود که درنخستین روز کاری خود با طغیان شهر راکون روبه‌رو شد. ایدا ماهیت جاسوسی خود را از لیان پنهان نگاه داشت تا از او به عنوان یک وسیله، برای رسیدن به اهداف خود استفاده کند. سرانجام نیز موفق به این کار شد و نمونه ویروس جی را با کمک‌های لیان، از گردنبند شری برکین دختر ویلیام برکین به دست آورد. او این اتفاق را از دید لیان مخفی نگاه داشت. ایدا وانگ در خروج لیان از شهر نیز به او کمک کرد و خود نیز پیش از انهدام شهر توسط بمب هسته‌ای با بالگردی از جانب مأمور آمبرلا از شهر خارج شد.او در رزیدنت اویل ۲ ریمیک هم حضور دارد.

### رزیدنت ایول ۴
پس از شش سال از رخدادهای شهر راکون، سازمان مخفی، مأموریت دیگری را برای ایدا وانگ در نظر گرفت. ایدا این‌بار باید به اسپانیا رفته و نمونهٔ یک جهش‌زای جدید را برای سازمان، تهیه کند. این نمونهٔ جهش‌زا که دارای ماهیتی انگلی است، توسط گروهی مذهبی به نام لوس ایلامینادوس به کار برده می‌شود. لوس ایلامینادوس، یک آیین محلی به سرکردگی اسموند سدلر بود. آن‌ها از این انگل، برای گسترش مذهب و عقیده‌های خود استفاده می‌کردند. وجود این انگل در بدن جاندار، او را به پیروی از یکی از رهبران گروه وادار می‌کرد. سازمان مخفی، پیش از ایدا، جاسوسی به نام جک کراوزر را به این مأموریت فرستاد، اما کراوزر به سازمان خیانت کرد و به پیروی از سدلر پرداخت.
ایدا در آغاز ورود خود به روستای اسپانیایی، با لیان مواجه شد. این اتفاق پیش‌بینی نشده، به دلیل ربوده شدن اشلی گراهام، دختر رئیس‌جمهور آمریکا رخ داد. لیان که عضوی از نیروهای محافظت از رئیس‌جمهور بود، به منظور نجات دختر رئیس‌جمهور، وارد این روستا شده بود. ایدا تا مدتی خود را از دید لیان مخفی نگاه داشت اما در همین مدت او را در رسیدن به هدفش یاری می‌کرد. اما در ادامه خود را به لیان نشان داد. او باز هم در این فکر بود تا از لیان برای پیشبرد اهدافش سود جسته و با استفاده از او به نمونه انگل دست یابد. آلبرت وسکر در این مأموریت نیز راهنمای ایدا بود. سرانجام ایدا با کمک مستقیم لیان، موفق به تصاحب نمونه انگل لاس پلاگاس شد و اسپانیا را ترک کرد.

### رزیدنت ایول ۶
او در رزیدنت ایول ۶، سعی دارد از دست اهداف شیطانی درک سیمونس فرار کند. سیمونس چون عاشق ایدا بود و ایدا او را نمی‌خواست، همسر خود را با آزمایش‌های بیولوژیکی تبدیل به بدل ایدا کرد و او کارلا رادامز بود. بعد ایدا با لیون و هلنا ملاقات می‌کند و به آن‌ها راهنمایی برای زنده ماندن می‌دهد و به آن‌ها در کشتن دبرا و سیمونس کمک بسیاری می‌کند. حتی لیون و ایدا یکبار بهم احساسشان را بروز می‌دهند. او به لانشیانگ چین می‌رود تا اینکه جیک مولر پسر آلبرت وسکر و شری برکین را ملاقات می‌کند و چندباری جان آنها را نجات می‌دهد. ایدا برای اثبات بی‌گناهی لیون و هلنا در کشتن رئیس‌جمهور، کلی مدرک جمع می‌کند و مشخص می‌شود که کار درک سیمونس بوده است و بعد یک هلیکوپتر برای لیان و هلنا می‌گذارد که بتوانند از شهر خارج شوند و خود ایدا به آزمایشگاه سیمونز میرود و تمامی مدارک را نابود میکند و در وقتی می‌خواهد خارج بشود گوشی او زنگ میخورد و ماموریت جدیدی به محول میشود. 
زندگینامه:
دربارهٔ ایدا وانگ تاریخچه دقیقی موجود نیست. با اینکه او یکی از کلیدی‌ترین شخصیت‌های سری بازی‌های رزیدنت ایول می‌باشد. او دارای ملیت ژاپنی_آمریکایی است و به دلایلی نامعلوم وارد سازمان رقیب آمبرلا شد. او در اصل شخصیت بد بازی نیست، اما شخصیت خوب هم نیست. او در رزیدنت ایول ۶ برای کسی کار نمی‌کرد و آدم اصلاً بدی نبود. او خیلی به همه کمک کرده بود، اما ماجرای سیمونس را از همه پنهان کرده بود. شخصیت پردازی ایدا، بر خلاف اکثریت شخصیت‌های بازی‌های ویدیویی که سیاه یا سفید هستند، شخصیت او خاکستری است.
تئوری‌هایی راجع ایدا و لئون:
برخی از یوتیوبر‌ها و گیمرها معتقدند که ایتن وینترز فرزند این دو هست. می‌گویند که دلیل تغییر نام خانوادگی او این است که آنها نمی‌خواستند بفهمد که پدر و مادر واقعی او چه کسانی هستند. هر چند این موضوع غیرقابل قبول است زیرا سن شخصیت‌ها بهم دیگر نمی‌خورد.
سری‌های فرعی:
- رزیدنت ایول: تاریخچه تاریکی
- رزیدنت ایول: مأموریت شهر راکون
- رزیدنت ایول: تاریخچه آمبرلا
- رزیدنت ایول: مزدوران سه‌بعدی

انمیشن‌ها و فیلم‌ها:
- رزیدنت ایول: نفرین‌شدگی
- رزیدنت ایول: قصاص
- رزیدنت ایول: به راکون سیتی خوش آمدید

## بازتاب‌ها و حقایق جالب در رابط با این شخصیت
- ایدا وانگ در سال ۲۰۰۷، به عنوان یکی از ۵۰ شخصیت رایانه‌ای زن برتر جهان، توسط تامز گیمز نام برد.
- لقبی که به وی داده‌اند spy همان جاسوس است.
- در سال ۲۰۱۰، مجله کامپلکس، نام او را در رده ۵۰ شخصیت زیبای رایانه‌ای زن جهان قرار داد.
- ایدا بعنوان زیباترین و چابک‌ترین شخصیت بازی‌های رایانه ای شناخته شد.
- جالب است بدانید که ایدا در سری رزیدنت ایول ۱ حضور داشت، ولی فقط اسم و اطلاعات وی داده شد.
- رابطهٔ خیلی جدی و عاطفی بین لیان اس. کندی و او برقرار است.
- او جزو زیباترین و جذاب‌ترین شخصیت بازی‌های ویدیویی شناخته شد.
- او شباهت‌هایی با شخصیت نیکیتا از فیلم دختری به نام نیکیتا نیز دارد
- در ژاپن یک درام صوتی منتشر شد با نام بایوهازارد ۲ (یا همان رزیدنت ایول ۲) جاسوس مؤنث زنده است. در این درام که ایدا وانگ شخصیت اصلی آن است، داستان این درام در رابط با ایدا وانگ است که از وقایع شهر راکون زنده خارج شده و چند روز پس از شیوع راکون سیتی به روستایی در فرانسه می‌رود. مأموریت او بدست آوردن گردنبند شری بیرکین است. در طول مأموریت او با هانک و گروهش به مبارزه می‌پردازد و آنها را نابود می‌کند. در اواخر درام ایدا به این موضوع که به لیان علاقه دارد پی می‌برد و تصمیم می‌گیرد تا از دنیای جاسوسی خارج شود تا بتواند با لیان زندگی کند.
- یک مجموعه مانگا در هنگ کنگ و تایوان منتشر شد که در جلد دوم آن اطلاعاتی در رابط با گذشته ایدا به خواننده داده میشه. اطلاعاتی نظیر اینکه ایدا در یک کشور جنگ زده به دنیا آمده بوده و حتی به خاطر غذا تصمیم داشت تا یک پسر بچه را بکشد اما از این کار خودداری کرد
- برخی از یوتیوبرها و گیمرها معتقدند که ایتن وینترز فرزند این دو هست. می‌گویند که دلیل تغییر نام خانوادگی او این است که آنها نمی‌خواستند بفهمد که پدر و مادر واقعی او چه کسانی هستند. هر چند این موضوع غیرقابل قبول است؛ زیرا سن شخصیت‌ها بهم دیگر نمی‌خورد.